# Frederick Guthrie (Physiker)

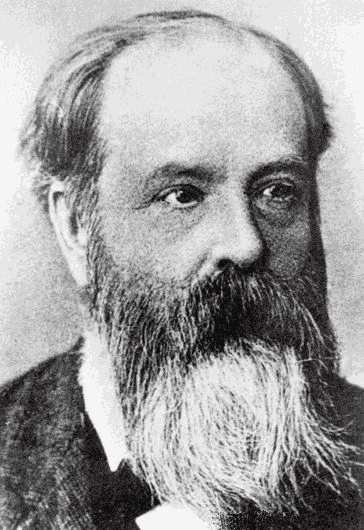
Frederick Guthrie

Frederick Guthrie (* 15. Oktober 1833 in London; † 21. Oktober 1886 ebenda) war ein englischer Physiker und Chemiker. Er war der Bruder des Mathematikers und Botanikers Francis Guthrie. Mithilfe eines Elektroskops entdeckte er als weltweit erster einen Gleichrichteffekt in Halbleitern.

## Leben
Guthrie studierte am University College London sowie in Heidelberg und Marburg. Zwischen 1858 und 1860 arbeitete er als Assistent bei Lyon Playfair in Edinburgh und übernahm 1860 eine Professur am Royal College auf Mauritius, wo er bis 1866 tätig war.
Im Jahr 1860 stellte er als einer der ersten Chemiker Senfgas her und beschrieb dessen Wirkung.
1867 ging Guthrie nach London zurück und veröffentlichte seine Untersuchungen über das Wärmeleitvermögen von Flüssigkeiten und die Beschreibung eines neuen Voltmeters. 1869 wurde er als Lektor der Experimentalphysik an der königlichen Bergschule in London angestellt. In dieser Stellung blieb er auch, nachdem die königliche Bergschule 1872 mit der neu gegründeten Naturwissenschaftlichen Schule in South Kensington vereinigt wurde. Dort organisierte er ein physikalisches Laboratorium, das seither ähnlichen Einrichtungen als Muster gedient hatte. Als 1881 die Normal School of Science gegründet wurde, erhielt Guthrie eine Professur an dieser neuen Einrichtung.
Er beschrieb 1873 den Edison-Richardson-Effekt.
Guthrie war im Jahr 1874 einer der Begründer der Physical Society (heute Institute of Physics) in London und wurde 1871 zum Fellow der Royal Society gewählt. Seit 1860 war er Fellow der Royal Society of Edinburgh.
Unter dem Pseudonym Frederic Cerny veröffentlichte er auch ein größeres Gedicht The ten und ein Drama Logrono (1877).
Frederick Guthrie starb am 21. Oktober 1886 in London.

## Veröffentlichungen
- An examination of the waters of Mauritius
- Letters on the sugar-cane and cane-sugar
- The elements of heat and non-metallic chemistry. (1868)
- Magnetism and electricity. (1875)
- Practical physics. (1877)
- The first book of knowledge. (1881)